# Toussaint Lézat
Pour les articles homonymes, voir Lézat.
Toussaint Lézat, né le 24 octobre 1804 à Thil (Haute-Garonne), mort le 18 février 1884 à Toulouse, est un géomètre et pyrénéiste français, connu pour avoir fait de nombreuses ascensions dans la région de Luchon et avoir réalisé un plan en relief des montagnes du Luchonnais.
Toussaint Lézat est géomètre du cadastre. Il préfère se présenter comme ingénieur civil. C'est un excellent grimpeur, passionné par la montagne et y faisant de fréquentes ascensions, principalement dans les environs de Luchon. Le 29 août 1844, deux ans après les première et deuxième ascensions de l'Aneto (on l'appelait alors le Néthou), réalisées consécutivement par l'équipe Tchihatcheff et Franqueville, Lézat, accompagné d'un M. Augère, de Muret, et des guides Nate, Ursule et Estrejo, effectuent la troisième, en deux jours, avec une étape à la Rencluse : format désormais classique.
En 1850, Lézat fonde la première compagnie des guides de la Maladeta à Luchon. Elle est aujourd'hui devenue la Compagnie des guides de Luchon.
En 1858, Lézat réalise les cartes, plans et tableaux pour un ouvrage du docteur Lambron, une des figures du Luchon de l'époque : Les Pyrénées et les eaux thermales sulfurées de Bagnères-de-Luchon, Paris, Napoléon Chaix, 1860. Il a ascensionné l'Aneto, la Maladeta (croyant être le premier, l'ascension de Parrot étant tombée dans l'oubli).  Toujours avec le guide Michot, il arrive au pic du Milieu. Puis le Sauvegarde, le pic de la Mine en 1866. Le petit mais très aigu pic de la Pique, en 1850, lui a valu une réputation de casse-cou. La légende voulait que Lézat eut laissé au sommet une gourde de rhum, et que Michot aurait refait l'ascension pour aller la boire. Il conquiert ainsi tous les sommets du cirque du Lys : Maupas, Quayrat (déjà atteint, dans la discrétion, par les géodésiens), les Crabioules (1852), le pic Intermédiaire ou pic du Passage, entre Crabioules et Quayrat, qui s'appelle aujourd'hui pic Lézat, le Perdiguère, le pic du Port d'Oô, le pic de Boum (1858). 

## Le «plan Lézat»
Au sommet du Quayrat, il est frappé par la vue qui s'étend sous ses yeux, et il conçoit son grand projet : réaliser un plan en relief de ces montagnes. À ce moment, il n'existe aucune carte digne de ce nom qui pourrait servir de base à ce plan : précisément, les officiers géodésiens, mandatés par l'armée pour dresser les futures cartes d'état-major, opèrent sur le terrain : il s'agit pour eux de monter sur les principaux sommets, d'y élever des tourelles qui serviront à des visées permettant, par triangulation, de calculer angles, distances, altitudes. Les géodésiens rencontreront souvent Lézat, occupé aux mêmes tâches qu'eux, puisqu'il ne fait qu'exercer son métier pendant ses loisirs. La zone couverte par Lézat, de Benasque à Saint-Gaudens, fait cinquante-sept kilomètres de long, vingt-cinq de large. Soit un plan à l'échelle horizontale au 10000e, au 5000e d'échelle verticale, de 6 mètres de long, 2,50 mètres de large, et 70 centimètres de hauteur maximum.
Lézat décide de travailler son plan à vue : il emporte avec lui une partie de son plan, découpé en seize morceaux, et le travaille comme un peintre ou un sculpteur devant son modèle. Il est assisté dans cette tâche par les guides luchonnais Jean Redonnet dit Michot, Bertrand Lafont et son fils Bernard. L'hiver, chez lui à Toulouse, Lézat modèle les éléments du décor : arbres, maisons, granges, églises. Enfin le monument est achevé en 1855. Il part aussitôt à Paris, où il est exposé pendant dix jours à l'Institut, puis boulevard des Capucines. La brochure de l'exposition se termine par cette phrase : C'est l'œuvre de Dieu, patiemment analysée par l'homme de la science, et reproduite avec amour par l'homme de l'art. Le plan est ensuite ramené à Luchon, pour être installé dans les nouveaux thermes.
Désormais Toussaint Lézat devient un guide intarissable, commentant devant son plan toutes ses ascensions et partageant sa connaissance des montagnes luchonnaises avec les visiteurs.
Aujourd'hui, le plan Lézat est au musée de Luchon, allées d'Étigny, dont il fut le créateur et le conservateur, et qui fut d'ailleurs appelé musée Lézat.
Son ami Maurice Gourdon lui succède comme conservateur de ce musée de Luchon.
Lézat est définitivement l'homme du Luchonnais, dont il a gravi tous les sommets, et la plupart, pour la première fois.

## Sources et bibliographie
- Henri Beraldi, Cent ans aux Pyrénées, Paris, 1898-1904, sept volumes in-8°. Rééditions par « Les Amis du Livre Pyrénéen », Pau, 1977, puis par la « Librairie des Pyrénées et de Gascogne », Pau, 2001.

## Publications
- Les Pyrénées centrales, Maladetta, Val d'Aran, de Luchon, du Lys, d'Oô, de l'Arboust, etc., ou reproduction plastique de ces pittoresques montagnes exécutée en relief, Paris, imp. de Preve, 1855